# Limnephilus doderoi
Limnephilus doderoi är en nattsländeart som först beskrevs av Navás 1929.  Limnephilus doderoi ingår i släktet Limnephilus och familjen husmasknattsländor. Inga underarter finns listade i Catalogue of Life.